# Selección de waterpolo de Rusia
La Selección de waterpolo de Rusia es la selección masculina de waterpolo de Rusia, que está regulada por la Federación rusa de waterpolo.

## Resultados

### Juegos Olímpicos
- 1996: 5.ª plaza
- 2000:  Medalla de plata
- 2004:  Medalla de bronce
- 2008: No participó
- 2012: No participó
- 2016: No participó
- 2020: No participó

### Mundiales de natación
- 1994:  Medalla de bronce
- 1998: 6.ª plaza
- 2001:  Medalla de bronce
- 2003: 10.ª plaza
- 2005: 7.ª plaza
- 2007: 7.ª plaza
- 2009: No participó
- 2011: No participó
- 2013: No participó
- 2015: 14.ª plaza
- 2017: 8.ª plaza
- 2019: No participó

### Europeo de waterpolo
- 1993: 6.ª plaza
- 1995: 6.ª plaza
- 1997:  Medalla de bronce
- 1999: 5.ª plaza
- 2001: 5.ª plaza
- 2003: 4.ª plaza
- 2006: 9.ª plaza
- 2008: 10.ª plaza
- 2010: 11.ª plaza
- 2012: No participó
- 2014: 11.ª plaza
- 2016: 8.ª plaza
- 2018: 7.ª plaza
- 2020: 8.ª plaza

### Liga mundial
- 2002:  Medalla de oro
- 2003: No compitió
- 2004: No compitió
- 2005: 6.ª plaza
- 2006: Ronda preliminar
- 2007: Ronda preliminar
- 2008: Ronda preliminar
- 2009: Ronda preliminar
- 2010: Ronda preliminar
- 2011: Ronda preliminar
- 2012: Ronda preliminar
- 2013: 5.ª plaza
- 2014: Ronda preliminar
- 2015: Ronda preliminar
- 2016: Ronda preliminar
- 2017: 5.ª plaza
- 2018: Ronda preliminar
- 2019: Ronda preliminar